# 레오나르도 다빈치의 생애
레오나르도 다빈치의 생애(La Vita di Leonardo Da Vinci, 레오나르도 다빈치의 삶, 영어: The Life of Leonardo da Vinci)는 이탈리아 르네상스 천재인 레오나르도 다 빈치(1452~1519)의 삶을 극화한 1971년 이탈리아 텔레비전 미니시리즈이다.
골든 글로브상을 수상한 미니시리즈는 레나토 카스텔라니가 감독했으며 이탈리아 방송 협회(RAI), 텔레비시온 에스파뇰라, ORTF 및 이스티투토 루세(Istituto Luce)가 제작했으며 CBS (미국의 방송사)가 미국에서 배급했으며 1972년 8월 13일부터 1972년 9월 10일까지 방영되었다. 각본. 이탈리아와 프랑스의 한 장소에서 전적으로 촬영되었다. 5개 에피소드의 총 방영 시간은 거의 5시간이다.

## 캐스트
- 필립 르로이
- 지암피에로 알베르티니